# Roommates (serie de televisión)
Roommates es una serie de televisión chilena de género softcore, comedia y erótica, producida por Eyeworks para la señal latinoamericana de HBO. Es la segunda serie que la cadena estadounidense produce en Chile, después de Prófugos (2011).
Fue protagonizada por las actrices chilenas Belén Fernández y Javiera Franco, junto a la argentina Celeste Sablich y la brasilera Nataly Tavares Da Silva. El guion de la serie fue realizado por el cineasta Mauricio López.
Es destacada por ser la primera serie chilena internacional de género softcore, con escenas de interacción tanto heterosexual como lésbico.

## Argumento
Victoria, Isabella, Sara y Julieta son cuatro amigas que comparten una casa en un exclusivo sector de Santiago de Chile. Solteras, y desinhibidas, ellas tienen gusto por la fiesta, el baile y el sexo. En esa convivencia compartirán casa y sus experiencias afectivas mutuas.
Su trabajo como modelos los une, al igual que su deseo de pasar un buen rato. Después de que Vicky llega de Argentina, las cuatro chicas coinciden en que solo habrá una regla durante su tiempo juntas: absolutamente todo vale. A lo largo de los diez episodios, ellas disfrutan del sexo sin límites ni prejuicios. Tanto durante encuentros casuales y virtuales, en parejas, tríos y solos. Siempre están dispuestas a explorar nuevas posibilidades, encontrando su placer en bares, discotecas, interiores, exteriores o en el coche, porque para ellas cualquier lugar es el lugar adecuado para el sexo y la diversión.

## Reparto
- Nataly Tavares da Silva - Isabella
- Celeste Sablich - Victoria
- Javiera Franco - Sara
- Belén Fernández - Julieta
- Roderick Teerink - Rodrigo
- Dominga Bofill - Manuela
- Manuela Opazo - Dominga
- Juan Pablo Auger - novio de Julieta
- Javiera Camila Gallo - vestuarista
- Sergio Ulloa - fotógrafo
- Damián Bodenhöfer - Joaquín, primo de Sara
- Manuel Ayala - Ignacio
- Daniel González-Muniz - Javier
- Catalina Vera - bailarina

## Producción
El guion de la serie fue realizado por el cineasta Mauricio López. El rodaje de la serie tuvo lugar durante el segundo semestre del año 2013, desarrollándose en los alrededores de Santiago de Chile, y el Casino Monticello de los Andes. La serie fue producida por la productora argentina Eyeworks para HBO Latinoamérica.